# Neolaparus
Neolaparus är ett släkte av tvåvingar. Neolaparus ingår i familjen rovflugor.

## Dottertaxa tillNeolaparus, i alfabetisk ordning[1]
- Neolaparus albicinctus
- Neolaparus albolineatus
- Neolaparus alcippe
- Neolaparus anaxilas
- Neolaparus angusticornis
- Neolaparus apertus
- Neolaparus apicalis
- Neolaparus atrimaculatus
- Neolaparus atrox
- Neolaparus aulicus
- Neolaparus banana
- Neolaparus bicolor
- Neolaparus braunsi
- Neolaparus caliginosus
- Neolaparus clausus
- Neolaparus cuneatus
- Neolaparus decoratus
- Neolaparus diasi
- Neolaparus dimidiatus
- Neolaparus esuriens
- Neolaparus ferroxidus
- Neolaparus foedus
- Neolaparus fugax
- Neolaparus fulvipennis
- Neolaparus funestus
- Neolaparus gracilipes
- Neolaparus holotaenia
- Neolaparus letifer
- Neolaparus limbatus
- Neolaparus limbithorax
- Neolaparus longicornis
- Neolaparus lubumbashi
- Neolaparus lugubris
- Neolaparus maculiventris
- Neolaparus marginatus
- Neolaparus medius
- Neolaparus melasomus
- Neolaparus metallicus
- Neolaparus moerens
- Neolaparus morio
- Neolaparus munroi
- Neolaparus niger
- Neolaparus ophion
- Neolaparus oralis
- Neolaparus ornatus
- Neolaparus pedunculatus
- Neolaparus polistoides
- Neolaparus pollinosus
- Neolaparus polygramma
- Neolaparus pulchriventris
- Neolaparus rubrifemoratus
- Neolaparus rufus
- Neolaparus saeptus
- Neolaparus sepiapennis
- Neolaparus silaceus
- Neolaparus similis
- Neolaparus singularis
- Neolaparus solus
- Neolaparus squalidus
- Neolaparus tabidus
- Neolaparus tapulus
- Neolaparus urundianus
- Neolaparus videns
- Neolaparus volcatus